# جوزيف هايد بوتس
جوزيف هايد بوتس (بالإنجليزية: Joseph Hyde Potts)‏ هو مصرفي أسترالي، ولد في 1793، وتوفي في 1865.